# Jabłonna (gmina w województwie poznańskim)
Jabłonna – dawna gmina wiejska istniejąca w latach 1934–1954 w woj. poznańskim (dzisiejsze woj. wielkopolskie). Siedzibą władz gminy była Jabłonna.
Gmina zbiorowa Jabłonna została utworzona 1 sierpnia 1934 roku w powiecie wolsztyńskim w woj. poznańskim z dotychczasowych jednostkowych gmin wiejskich: Blinek, Błońsko, Boruja Kościelna, Boruja Nowa, Boruja Stara, Jabłonna, Komorówko, Kuźnica Zbąska, Szarki, Wioska i Wola Jabłońska (oraz z obszarów dworskich położonych na tych terenach lecz nie wchodzących w skład gmin). 
Po wojnie gmina zachowała przynależność administracyjną. Według stanu z dnia 1 lipca 1952 roku gmina składała się z 10 gromad: Blinek, Błońsko, Boruja Kościelna, Boruja Nowa, Jabłonna, Komorówko, Kuźnica Zbąska, Szarki, Wioska i Wola Jabłońska. Gmina została zniesiona 29 września 1954 roku wraz z reformą wprowadzającą gromady w miejsce gmin.
Jednostki nie przywrócono 1 stycznia 1973 roku po reaktywowaniu gmin.